# Gordionus kaschgaricus
Gordionus kaschgaricus är en tagelmaskart som först beskrevs av Lorenzo Camerano 1897.  Gordionus kaschgaricus ingår i släktet Gordionus och familjen Chordodidae. Inga underarter finns listade i Catalogue of Life.